# 伊德沙·渥德拉戈

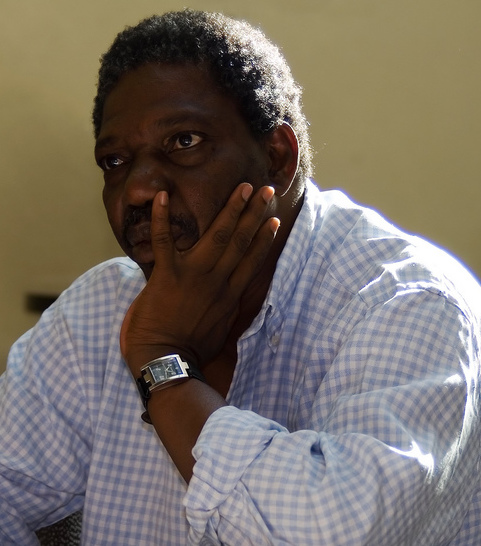
伊德沙·渥德拉戈

伊德沙·渥德拉戈（1954年1月21日-2018年2月18日）是一位布基纳法索電影製作人，生于法属上沃尔特邦福拉。 他的作品《律法》獲得第43屆坎城影展评审团大奖，另有一部作品獲得第43屆柏林電影節银熊奖提名。 